# Morgan County (Missouri)
Morgan County is een county in de Amerikaanse staat Missouri.
De county heeft een landoppervlakte van 1.547 km² en telt 19.309 inwoners (volkstelling 2000). De hoofdplaats is Versailles.